# نوجو
نوجو (به لاتین: Nücü) یک منطقه مسکونی در جمهوری آذربایجان است که در شهرستان لریک واقع شده‌است. نوجو ۸۵۴ نفر جمعیت دارد.

## ریشه واژه
نو در زبان تالشی مانند زبان فارسی به‌معنی جدید و تازه است و جو همان جوی آب است و نوجو یعنی جوی آب نو و تازه.